# رابین رابین
رابین رابین (انگلیسی: Robin Robin) یک برنامه تلویزیونی موزیکال استاپ‌موشن محصول سال ۲۰۲۱ است که توسط آردمن انیمیشن ساخته شده است. کارگردان این فیلم دن اوجاری و مایکی پلیز و نویسندگان آن اوجاری، پلیز و سم موریسون هستند.

## خلاصه داستان
هنگامی که یک پرنده رابین توسط یک خانوادۀ موش بزرگ می‌شود، اختلافات او هر بار که سعی می‌کنند مخفیانه وارد خانه یک انسان شوند، آشکارتر می‌شود. حالا، او دست به دزدی جسورانه می‌زند تا یک ستاره درخشان را بدزدد و به خانواده‌اش و یک گربه ثابت کند که می‌تواند موش واقعاً خوبی باشد.